# Falko Liecke

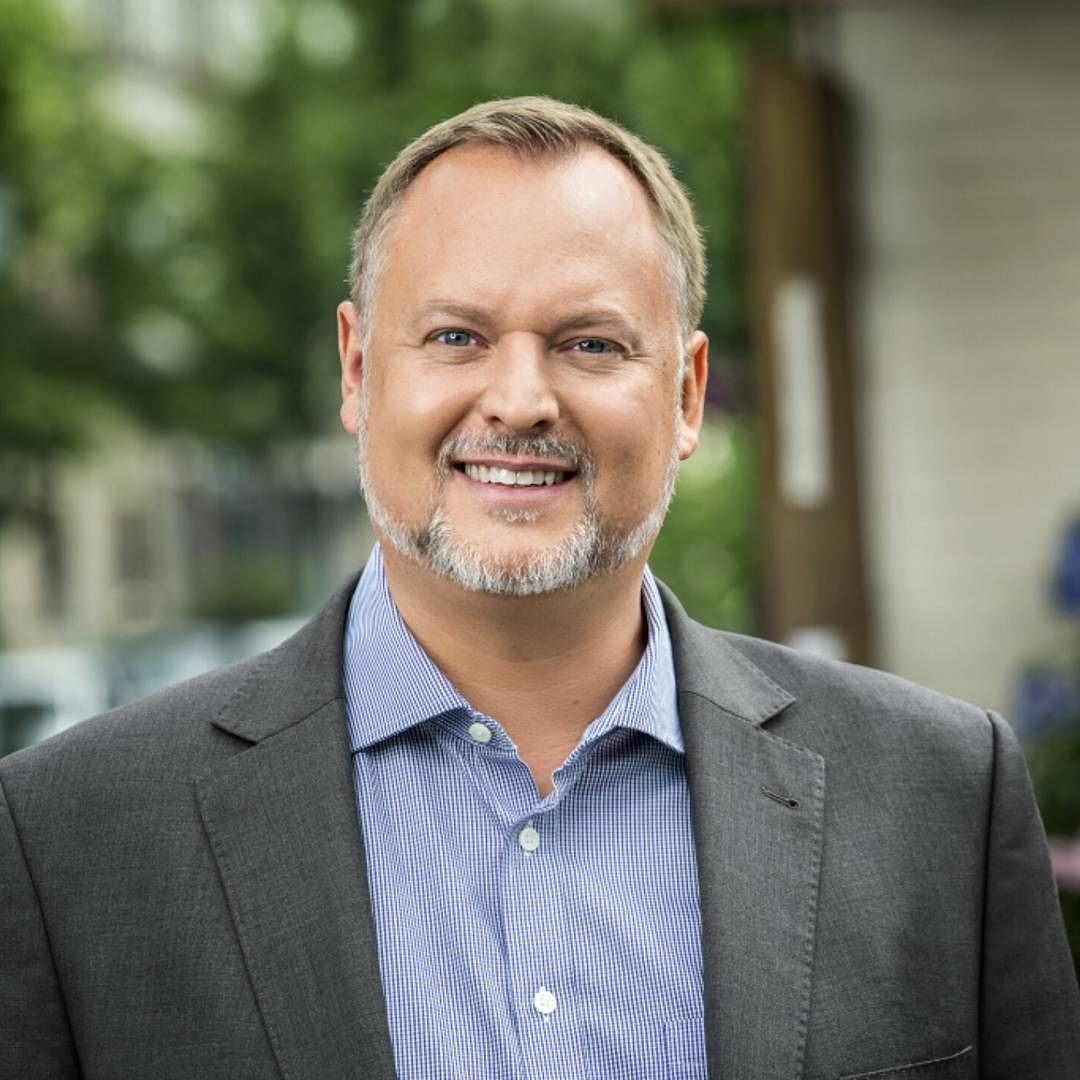
Falko Liecke (2016)

Falko Liecke (* 30. Januar 1973 in Berlin) ist ein deutscher Politiker (CDU) Seit 2023 ist er Staatssekretär für Jugend und Familie in der Berliner Senatsverwaltung für Bildung, Jugend und Familie. Zuvor war er von 2009 bis 2023 Bezirksstadtrat in Berlin-Neukölln. Zwischen 2011 und 2021 war er zusätzlich stellvertretender Bezirksbürgermeister. Zudem ist er seit 2015 Kreisvorsitzender der CDU Neukölln und seit 2019 stellvertretender Landesvorsitzender der CDU Berlin.

## Leben, Ausbildung und Beruf
Liecke begann 1990 bei der Senatsverwaltung für Inneres im mittleren nichttechnischen Verwaltungsdienst. Nach dem Abschluss eines berufsbegleitenden Fachabiturs absolvierte er ein Studium für den gehobenen nichttechnischen Verwaltungsdienst an der Fachhochschule für Verwaltung und Rechtspflege Berlin, das er als Diplom-Verwaltungswirt abschloss. Anschließend arbeitete er in der Pressestelle der Senatsverwaltung für Wirtschaft und Technologie sowie als persönlicher Referent des Staatssekretärs für Wirtschaft.
Nach den Berliner Wahlen 2001 wurde er im Fachbereich Wirtschaftsförderung der Senatswirtschaftsverwaltung zur Vermarktung Berlins als Standort für Investoren eingesetzt. Er entwickelte gemeinsam mit der Berlin Partner für Wirtschaft und Technologie GmbH das Business Location Center, den Wirtschaftsatlas Berlin sowie ein 3D-Stadtmodell für Berlin. Er war ebenso beteiligt am berlinweiten Projekt zum Aufbau einer Geodateninfrastruktur Berlin-Brandenburg. Berufsbegleitend absolvierte er eine Ausbildung zum Verwaltungsbetriebswirt an der Verwaltungsakademie Berlin.
Liecke ist verheiratet und hat zwei Kinder.

## Politik

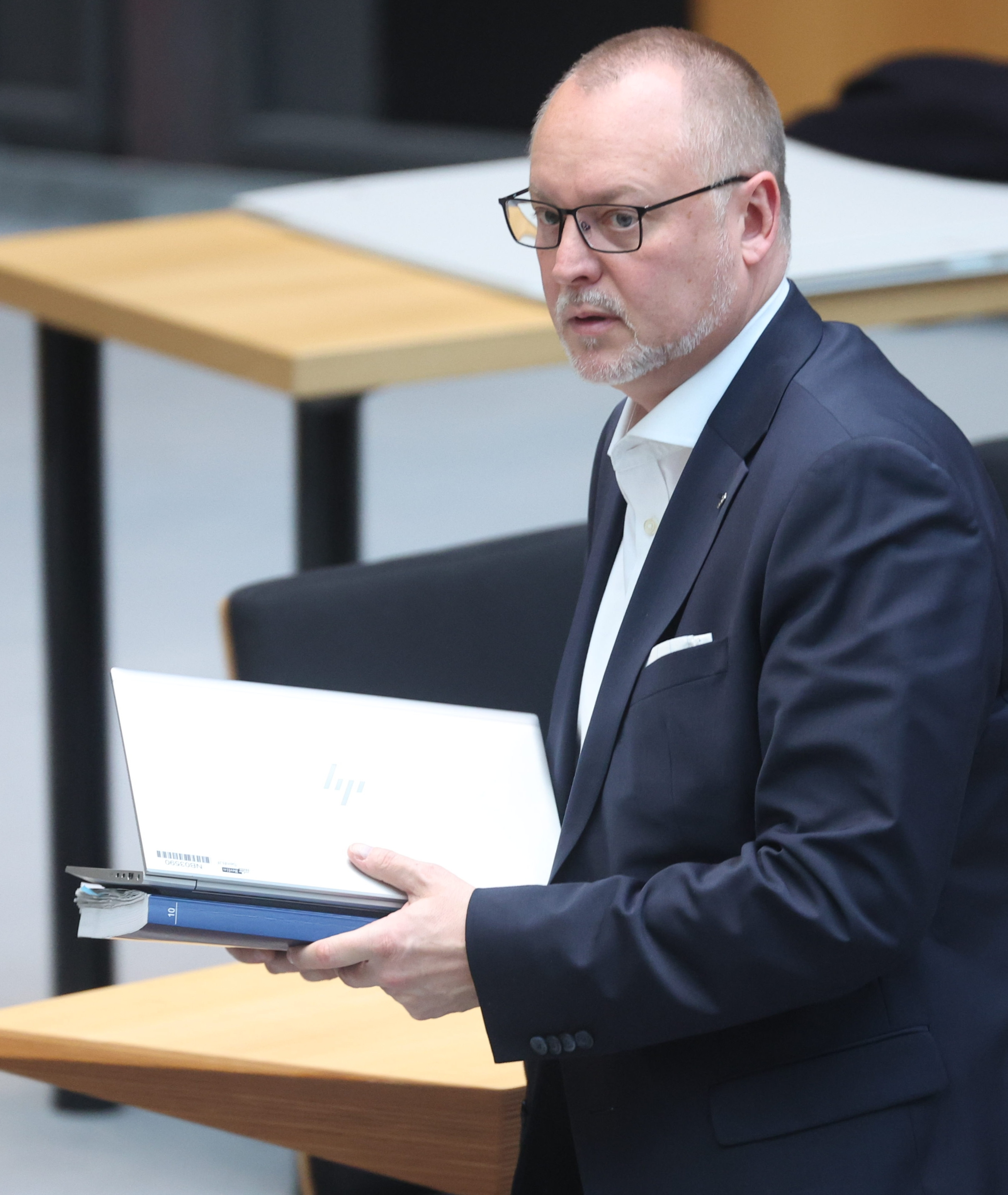
Falko Liecke (2024)

1995 wurde Liecke Mitglied der CDU Berlin und 1996 Mitglied der Jungen Union im Kreisverband Neukölln. Er war von 2003 bis 2005 Landesschatzmeister und von 2005 bis 2007 Landesgeschäftsführer der Jungen Union Berlin. Seit März 2011 ist er Ortsvorsitzender des CDU-Ortsverbandes Herrfurthplatz, seit März 2015 Kreisvorsitzender des CDU-Kreisverbandes Neukölln. 1999 wurde er in die Bezirksverordnetenversammlung (BVV) von Neukölln gewählt. Von 2002 bis 2005 war er dort Vorsitzender des Wirtschaftsausschusses und von 2006 bis 2009 Fraktionsvorsitzender der CDU-Fraktion. Da Stefanie Vogelsang (CDU) im Juni 2009 von der BVV abgewählt wurde, wurde Liecke zum neuen Stadtrat für Bürgerdienste und Gesundheit im Bezirk Neukölln gewählt.
Bei der Wahl zum Abgeordnetenhaus von Berlin 2011 am 18. September 2011 gewann er den Wahlkreis Neukölln 5. Er nahm das Mandat jedoch nicht an und wurde am 26. Oktober 2011 zum Stadtrat für Jugend und Gesundheit sowie zum stellvertretenden Bürgermeister im Bezirk Neukölln gewählt.
Nach der Wahl zum Abgeordnetenhaus von Berlin 2016 wurde Falko Liecke erneut zum Stadtrat für Jugend und Gesundheit und zum stellvertretenden Bürgermeister von Berlin-Neukölln gewählt.
Im Mai 2019 wurde Liecke als stellvertretender Landesvorsitzender in das Präsidium der CDU Berlin gewählt.
Nach den Berliner Wahlen im September 2021 wurde Liecke erneut Bezirksverordneter und am 4. November 2021 zum Bezirksstadtrat für Soziales gewählt.
Am 28. April 2023 wurde Liecke zum Staatssekretär für Jugend und Familie in der Senatsverwaltung für Bildung, Jugend und Familie ernannt. Im Zuge dessen legte er das Amt des Bezirksstadtrats nieder.

### Politische Positionen

#### Integrationspolitik
Im Februar 2015 regte Liecke an, den Trägerverein Islamische Gemeinschaft Berlin e. V. der Al-Nur-Moschee in Berlin-Neukölln zu verbieten und seine Gemeinnützigkeit abzuerkennen. Zuvor waren in der Moschee mehrmals frauenverachtende und antisemitische Reden gehalten worden. Im Mai 2018 forderte er zudem ein Verbotsverfahren gegen den Moscheeverein der Dar-as-Salam-Moschee in Berlin-Neukölln. Zuvor hatte das Verwaltungsgericht Berlin festgestellt, dass die Moschee zu Recht im Verfassungsschutzbericht erwähnt wird und Kontakte zur Deutschen Muslimischen Gemeinschaft unterhält. Liecke befürchtet eine Radikalisierung von Kindern und Jugendlichen und fordert zudem einen sofortigen Stopp aller finanzieller Förderungen durch das Land Berlin. Der betroffene Moscheeverein wehrte sich gegen die Vorwürfe und sprach öffentlich von Verleumdung.
Von Flüchtlingen und Migranten forderte Liecke die Anerkennung der Werte des Grundgesetzes. Im Oktober 2015 war er einer der ersten Unterzeichner eines Briefes von CDU-Politikern, der sich gegen die Flüchtlingspolitik der Bundeskanzlerin Angela Merkel richtete.
Im Januar 2016 kritisierte Liecke öffentlich, dass die Möglichkeit der religiösen Ehe von Teilen der migrantischen Bevölkerung ausgenutzt werde, um staatliche Leistungen zu erhalten.
Liecke sprach sich für ein Vollverschleierungsverbot aus, da die Vollverschleierung die betroffenen Frauen vollständig von der Gesellschaft ausgrenze und somit ein Integrationshindernis sei, gleichzeitig wandte er sich gegen die Beschäftigung einer Kopftuch tragenden Frau im Neuköllner Bezirksamt.
Zum 10. Jahrestag der Deutschen Islamkonferenz forderte Liecke umfangreiche Reformen. Unter anderem kritisiert er die ausschließliche Beteiligung der Islamverbände und den Ausschluss von Einzelpersonen. Er sieht darin eine Stärkung konservativer und reaktionärer Strömungen. Gleichzeitig kritisiert er die starke Abhängigkeit der Islamverbände von ausländischer Finanzierung. Hier nennt er beispielhaft den Islamverband DITIB, der demnach sowohl finanziell als auch strukturell von der türkischen Religionsbehörde Diyanet abhängig ist und aus der Türkei gesteuert wird. Um diese Abhängigkeit dauerhaft zu beseitigen, schlägt Liecke eine Finanzierung der Moscheevereine aus den eigenen Mitgliedern heraus vor. Ohne Öffnung der Islamkonferenz für liberale, säkulare und unabhängige Teilnehmer sieht Liecke die Islamkonferenz als gescheitert an.
Nachdem der Bundestagsabgeordnete Volker Beck Bewohnern von Kiezen mit hohem Ausländeranteil empfohlen hatte, deren Sprache zu lernen, bezeichnete Liecke diese Haltung als brandgefährlich. Beck fördere damit die Segregation ganzer Bevölkerungsgruppen und spiele mit den bisher erreichten Erfolgen der Integration. Wenn es nach Beck ginge, könne man also ganze Stadtteile in Berlin aufgeben, so Liecke. Für Liecke sei die deutsche Sprache der wichtigste Zugang zu Bildung und Chancen auf dem Arbeitsmarkt. Kurze Zeit nach der Kritik von Liecke relativierte Beck seine Aussagen und erklärte, er sei missverstanden worden.

#### Frühförderung von Kindern
Anfang 2016 sorgte er mit dem Vorschlag für Aufsehen, Erzieherinnen und Erzieher, die in einer Neuköllner Kindertagesstätte arbeiten, einen Bonus von 1000 Euro zu zahlen. Hintergrund ist, dass in Neukölln aufgrund fehlenden Personals nicht ausreichend Kitaplätze zur Verfügung gestellt werden können. Die Vergütung des Erzieherberufes bezeichnete er insgesamt als zu gering, gemessen an seiner gesellschaftlichen Bedeutung.
In seiner Amtszeit wurde die Neuköllner Präventionskette, eine integrierte kommunale Strategie zur Gesundheitsförderung, eingeführt. Die kostenlose App Gesundes Neukölln unterstützt Familien mit Kindern bis sechs Jahren, Angebote in Neukölln zu finden und Details abzurufen. Ein weiteres Element der Neuköllner Präventionsstrategie ist das Neuköllner Begrüßungspaket, das den Zugang zu Familien für Fachkräfte verbessern und den Aufbau einer Willkommenskultur für Familien unterstützen soll.

#### Jugendkriminalität
In seiner Zeit als Jugendstadtrat beschäftigte sich Liecke auch mit der Jugendkriminalität im Bezirk Neukölln und in Berlin. 2015 initiierte er gemeinsam mit Berlins Justizsenator Thomas Heilmann (CDU) das Pilotprojekt Staatsanwaltschaft für den Ort. Drei Staatsanwälte sind seitdem ausschließlich für Neukölln zuständig und stimmen sich vor Ort mit den anderen relevanten Institutionen wie Jugendamt, Jugendgerichtshilfe, Polizei, Schulen und Familienrichtern ab. So soll eine besser koordinierte und effektivere Bekämpfung der Jugendkriminalität erreicht werden.
Ergänzt wird das Projekt Staatsanwaltschaft für den Ort durch das Neuköllner Handlungskonzept für integrative Hilfen und Interventionen in Familien junger Mehrfachtäter, das Liecke Anfang 2016 vorstellte. Ziel des Konzeptes ist es, die Arbeit von Polizei, Justiz, Schule und Verwaltung besser abzustimmen. So sollen straffällige Jugendliche früher erreicht und Konsequenzen für Straftaten aufgezeigt werden. Das Handlungskonzept sieht sich in der Tradition des Neuköllner Modells der verstorbenen Jugendrichterin Kirsten Heisig.

#### Gesundheitspolitik
Als Gesundheitsstadtrat wies Liecke bereits im April 2010 in einem Leserbrief an die Berliner Tageszeitung Der Tagesspiegel auf den Facharztmangel in seinem Bezirk Neukölln sowie die damit verbundene Überlastung der Notaufnahmen hin.
Gemeinsam mit dem Berliner Bezirk Lichtenberg gab er eine Studie in Auftrag, die den Ärztemangel belegt und stellte einen politischen Forderungskatalog für eine bessere ambulante Versorgung in Berlin auf. Kernpunkte dieser Forderung sind die Aktualisierung der teilweise jahrzehntealten Daten, auf deren Grundlage die Arztverteilung berechnet wird sowie ein größerer Einfluss von Kommunen in die Verteilung von Fachärzten. Außerdem soll Berlin nicht mehr als ein einziger Planungsraum betrachtet werden, sondern jeder Bezirk bedarfsgerecht versorgt werden.
In diesem Zusammenhang wies er im April 2018 auf die vergleichsweise hohe Säuglingssterblichkeit in Neukölln hin, die er neben andern Ursachen auch auf die fehlenden Kinder- und Frauenärzte zurückführt. Liecke machte außerdem öffentlich, dass auch ein Zusammenhang mit Verwandtenehen im stark migrantisch geprägten Neukölln möglich sei. Dieser Hinweis wurde in der Presse kritisiert, wobei Liecke stets betonte, dass er diese Möglichkeit vorurteilsfrei untersuchen möchte und ausdrücklich keine Vorfestlegung oder Ausschlüsse von möglichen Gründen vornehmen möchte.

#### Rechtsstreit mit der Amadeu Antonio Stiftung
Seit September 2018 wurde die als Erziehungsratgeber konzipierte Broschüre („Ene, mene, muh – und raus bist du!“) der Amadeu Antonio Stiftung, die sich gegen Antisemitismus, Rassismus und Rechtsextremismus einsetzt, von Rechtspopulisten und einigen CDU-Vertretern als Anleitung zur „Elternspionage“ dargestellt. Im November 2018 empfahl eine Pressemitteilung des Bezirksamts Neukölln im Namen Lieckes allen Kitas des Bezirks, die Broschüre nicht zu verwenden: Sie vermittle Vorurteile und sei einseitig auf rechtsextreme Elternhäuser fixiert. Andere Bezirksamtsmitglieder wiesen dies als Verzerrung und Fake News zurück; das Kollegium des Bezirksamts machte sich Lieckes Aussagen nicht zu eigen.
Die Stiftung beantragte beim Verwaltungsgericht Berlin, dem Bezirksamt die Wiederholung dieser Aussagen als Verstoß gegen das behördliche Sachlichkeitsgebot zu verbieten. Mit Beschluss vom 11. April 2019 wies das Gericht den Antrag der Stiftung ab. Lieckes Äußerungen enthielten weder wahrheitswidrige Tatsachenangaben noch unvertretbare Wertungen. Angesichts der ohnehin breiten öffentlichen Diskussion über die Broschüre nähmen sie auch keinen lenkenden Einfluss auf die öffentliche Meinung.

#### Clankriminalität
2018 forderte Liecke, den Kinderschutz in kriminellen Großfamilien zu untersuchen und das kriminelle Umfeld als chronische Kindeswohlgefährdung zu definieren. Im Ergebnis müsse man die Kinder aus den Familien nehmen, falls die Eltern nicht in der Lage oder nicht willens sind, die Gefährdung der Kinder abzuwenden, so Liecke.

## Veröffentlichungen
- Brennpunkt Deutschland. Quadriga Verlag, Köln 2022, ISBN 978-3-86995-117-1.